# Arnold Erlenbach
Arnold Erlenbach (* 23. März 1868 in Nürnberg; † 26. August 1938 in München) war ein deutscher Chemiker und Industriemanager.

## Leben
Erlenbach wurde 1868 in Nürnberg geboren. Ab 1896 war er bei der Aktiengesellschaft für Anilinfabrikationen in Berlin als Farbstoffchemiker beschäftigt. 1901 bekam er in der Farbenfabrik Wolfen einen Auftrag unter anderem mit der Forschungsarbeit zu neuen Pelzfarbstoffen zu beginnen. Außerdem sollte Erlenbach zur Verbesserung der Chlorherstellung sowie zur Synthese von chlororganischen Verbindungen forschen. Im Ersten Weltkrieg kam es unter der Verantwortung von Erlenbach zu einem Ausbau der Farbenfabrik Wolfen. Dazu gehörte die Neuerrichtung von Anlagen, wie beispielsweise zur Erzeugung von Salpetersäure und Ammoniak. Zusätzlich wurden neue Produkte im Unternehmen hergestellt. Diese Erweiterung umfasste neben Sprengstoffen und Düngemitteln unter anderem auch Oleum, Aktivkohle für Gasmasken und Reizstoffpatronen. Diese Erneuerungen trugen dazu bei, dass Erlenbach als prägende Persönlichkeit des Ausbaus der Agfa-Farbenfabrik Wolfen gilt. 1919 übernahm er die Leitung aller Agfa-Farbenbetriebe. 1921 wurde er zusätzlich Vorstandsmitglied der Agfa und Werksleiter in Wolfen. Zum Vorstandsmitglied der I. G. Farbindustrie AG wurde er 1926 berufen. Durch sein Engagement konnte die Infrastruktur der Gemeinde Wolfen verbessert werden. Er förderte die Errichtung von Sportanlagen wie beispielsweise eines Schwimmbads und einer Tennisanlage. Zusätzlich wurde durch ihn der Ausbau der werkseigenen Sozialeinrichtungen gefördert. Dieses Förderprogramm umfasste unter anderem das Krankenhaus, den Theatersaal und die Schrebergärten. Das Unternehmen gehört heute zum Chemiepark Bitterfeld-Wolfen.